# Młyn w Baryczy
Młyn w Baryczy – nieistniejący młyn wodny nad Grabią wybudowany w latach 1914–1917, spalony w 2018. Znajdował się w Baryczy, w powiecie pabianickim, w województwie łódzkim.

## Historia młyna
Według lokalnej tradycji młyn w tej lokalizacji istniał już w XVIII w. Przed wybuchem I wojny światowej rozebrano dawny, XIX-wieczny młyn specjalizujący się w produkcji mąki pytlowej. W 1914 w miejscu po tym młynie rozpoczęto budowę nowego, która z powodu utrudnień wynikających z trwającej wojny została ukończona w 1917 r. W kolejnych latach ulegał przebudowom. Był to budynek jednopiętrowy z nadbudówką. Posiadał dach jednospadowy, kryty papą. Do południowej ściany przylegała murowana część mieszkalna. Był napędzany turbiną wodną, a następnie silnikiem elektrycznym. W okresie II wojny światowej był czynny i pozostawał pod nadzorem niemieckim. W latach 70. był czynny i stanowił własność prywatną.

### Pożar
31 maja 2018 w Baryczy wybuchł pożar, na skutek którego młyn spłonął. Ocalały jedynie fundamenty i zgliszcza konstrukcji drewnianej. Młyn był wówczas od dawna nieczynny. Był wymieniany, jako lokalna atrakcja turystyczna. W pobliżu przebiega Szlak Okrężny Wokół Łodzi.